# Кочарян, Сурен Акимович
Суре́н Аки́мович Кочаря́н (арм. Սուրեն Քոչարյան; 23 августа (5 сентября) 1904 год, Тифлис, — 9 октября 1979, Москва) — мастер художественного слова, драматический актёр, народный артист Армянской ССР (1945), народный артист РСФСР (1967), лауреат Сталинской премии третьей степени (1951).
Сын — Кочарян, Левон Суренович.

## Биография
В 1925 году окончил Московскую армянскую студию, сценическую деятельность начал в Тифлисе. В 1925—1931 актёр Театра им. Сундукяна в Ереване, сыграл около 40 ролей (Фурманов «Мятеж», Васька Пепел «На дне», Какули «Пэпо» Сундукяна). Снимался в кино («Кикос», 1931). Одновременно выступал в концертах с чтением произведений классика армянской литературы Ованеса Туманяна (три программы, куда вошли поэзия, проза, сказки). С 1932 года целиком посвятил себя художественному чтению, выступал как артист-сказитель с концертами по всей стране. С 1939 артист Московской филармонии. В 1937 появился моноспектакль, определивший дальнейшее творчество Кочаряна — «Витязь в тигровой шкуре» Шота Руставели. Поэма содержит около семи тысяч строк, лишь одна десятая вошла в композицию. И тем не менее, целостность эпопеи, динамика развития сюжета не нарушались. Артист пользовался пересказами, «интонационным двоеточием», менял ритмы, переходил от прозы к стиху и, наоборот, вводил пояснительные отступления.
К этому времени уже выработалась форма выступлений Кочаряна. Он выходил на эстраду, кланялся публике, садился в кресло, подчеркнуто снимал очки… и начинал повествование. Статичность позы не мешала ему включаться в игру; с помощью жеста, мимики, интонации он передавал переживания героев. Главным для него оставался образ самого автора, от лица которого велось повествование.
В гастрольных поездках по стране Кочарян продолжал готовить новые программы, то есть заниматься литературной работой, создавать свою драматургию, репетировать, оставляя за собой функции режиссёра. В 1939 году появился моноспектакль «Давид Сасунский». Более двух лет затратил он на подготовку моноспектакля «Шахерезада» (1942). Изучил восемь томов «1001 ночи», отобрал самые характерные сцены, афоризмы, эпитеты, выстроил спектакль так, чтобы слушатели воспринимали действующих лиц как «своих», давно знакомых: оживали и рассказчица Шахразада, и глуповатый Шахрафа, и наивная Дуньязада. К. играл, фантазировал, («взбирался» на дерево, сидя в кресле), шутил, смеялся, показывая толкователя Корана. В военные годы в репертуаре чтеца появился «Декамерон» Боккаччо (начинал читать ещё в 1934, последний, 4-й вариант был завершен в 1946). Озорной, пародийный моноспектакль восхвалял красоту земной человеческой жизни. В 1945 впервые выступил с «Крейцеровой сонатой» Л. Толстого, принесшей чтецу большую популярность (исполнялась более 500 раз). Последней работой Кочаряна стала «Одиссея» Гомера (1955), результат кропотливого 13-летнего труда. Композиции Кочаряна записаны на пластинки. Гастролировал в Сирии, Турции, Иране, Ливане. Сурен Кочарян вместе с другими выдающимися мастерами художественного слова середины XX века, такими, как Вячеслав Сомов, Всеволод Аксенов, Дмитрий Журавлев, Яков Смоленский, неустанно приобщал массового советского зрителя и слушателя к сокровищам мировой литературы.
Награждён орденом «Знак Почёта» (04.11.1939) — «за выдающиеся заслуги в деле развития армянского театрального и музыкального искусства».

## Фильмография
- 1974 — Гомер. Одиссея (фильм-спектакль) — рассказчик
- 1972 — На углу Арбата и улицы Бубулинас — камео
- 1964 — Мсье Жак и другие (киноальманах, новелла «Издержки вежливости») — Милитос-ага
- 1957 — Двое из одного квартала — Рефик
- 1941 — Армянский киноконцерт — читатель
- 1931 — Мексиканские дипломаты — офицер
- 1931 — Кикос (короткометражный) — офицер
- 1928 — Пять в яблочко (короткометражный) — Тигран